# Chiesa di San Michele (Cagliari)
Il complesso monumentale di San Michele è composto dalla chiesa monumentale barocca e dall'ex residenza, un tempo noviziato gesuitico nella città di Cagliari; tra la via Azuni e la via Ospedale, ed è officiata dai padri gesuiti. L'edificio sacro, per le sue linee architettoniche, per l'apparato decorativo e per le opere scultoree e pittoriche che custodisce, rappresenta la principale testimonianza di arte barocca e rococò in Sardegna. Annesso alla chiesa sorgeva l'ex Casa del noviziato dei gesuiti, dal 1848 Ospedale Militare, oggi Dipartimento Militare di Medicina Legale.

## Storia

### L'arrivo dei gesuiti a Cagliari

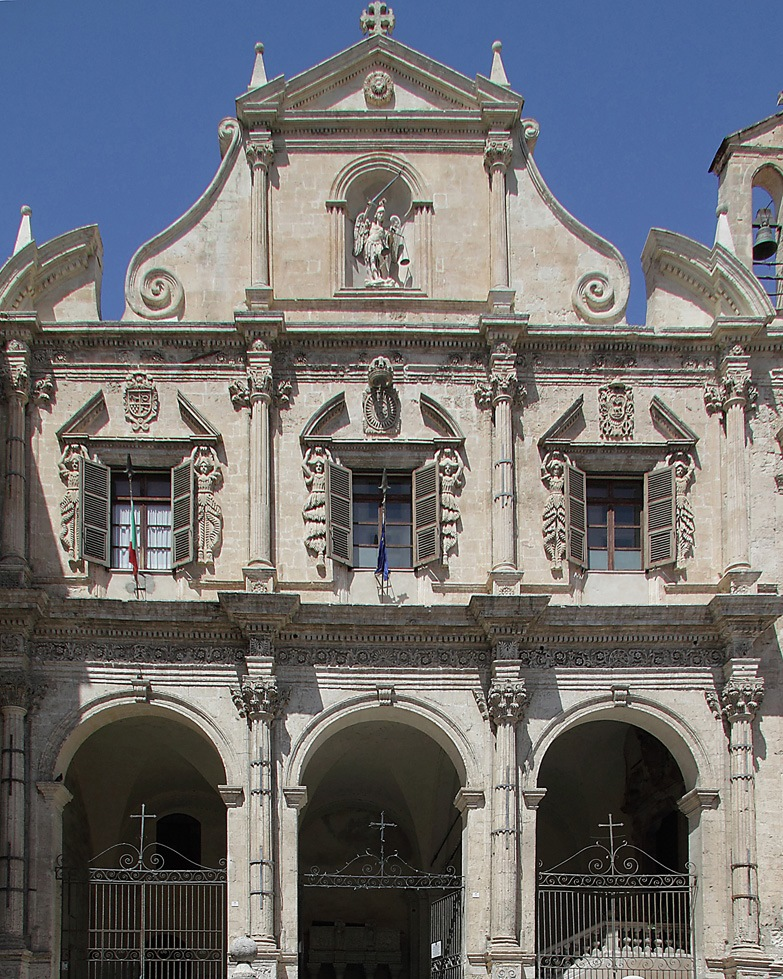
La facciata con l'ingresso dell'ospedale militare

La Compagnia di Gesù, presente in Sardegna dal 1559 a Sassari, costituì la prima comunità a Cagliari nel 1564; in quest'anno i gesuiti fondarono il loro primo collegio cittadino presso l'attuale chiesa di Santa Croce, in Castello.
Risale invece al 1584 la fondazione della Casa del Noviziato, nel quartiere Stampace, per decisione del Preposito Generale Claudio Acquaviva, questi trasferì il noviziato da Busachi a Cagliari (fu eretto con bolla del pontefice Gregorio XIII), nella via “de monti” (attuale via Ospedale) accanto alla Torre e porta dello Sperone, edificata nel 1293. La prima attestazione di un culto dedicato agli angeli a Cagliari risale alla metà del IX secolo; come è attestato da una lettera di papa Leone IV dell'854, in cui si ingiungeva al vescovo di Cagliari, Giovanni, di riconsacrare l'altare della chiesa dedicata ai santi angeli, a suo tempo consacrato dal vescovo eretico (in quanto ariano) Arsenio.

### Cronologia dei lavori di costruzione del complesso di San Michele
Poiché la prima costruzione del noviziato manifestò subito l'insufficienza dei locali, questa angustia fu risolta grazie al lascito del vescovo di Ampurias e Civita, monsignor Giovanni Sanna († 1607), da considerarsi quale fondatore del noviziato, tant'è che il suo stemma lo si trova alla destra della facciata. Successivamente, la chiesa del noviziato poté essere edificata nel XVII secolo, grazie al lascito testamentario dell'avvocato Francesco Angelo Dessì, un magistrato della Real Udienza. Questa eredità permise la ristrutturazione di tutto il complesso, e la costruzione della nuova chiesa di San Michele. I lavori iniziarono dopo la morte del benefattore, avvenuta nel 1674, e previdero, dapprima, l'ampliamento del noviziato di ulteriori 24 camere. Terminati questi lavori tra il 1677 ed il 1680 fu costruita la cappella interna del noviziato (di cui non è stata mantenuta la configurazione originaria, presumibilmente essa va individuata nei vani a sinistra adiacenti all'ingresso dell'ospedale militare). I lavori di costruzione della nuova chiesa (progettata secondo i parametri architettonici gesuitici) vanno collocati tra il 1687 ed il 1697, data dell'inaugurazione ufficiale. Nei primi anni del nuovo secolo continuarono i lavori nella facciata prospiciente l'attuale via Azuni, che risulta terminata nel 1705. Al 1707 va datata la collocazione dell'altare del presbiterio e la collocazione della statua di san Michele. Infine, l'ultima costruzione riguarda la ristrutturazione della sacrestia, da attribuire al milanese Giovanni Battista Corbellini; i lavori vanno situati tra il 1710 ed in questi anni la sacrestia venne arricchita dalle imponenti tele dell'Altomonte e del Colombino. Maestri marmorari vi realizzarono il prezioso pavimento intarsiato, oltre alla balaustra del presbiterio ed al monumento funebre del Dessì (1712). La realizzazione dei mobili della sacrestia, invece, va collocata tra il 1717 ed il 1720 ad opera di un artista maiorchino: Magin Segura. Ultimo fu l'allestimento delle cappelle laterali ad opera del genovese Pietro Pozzo, attorno al 1740. La nuova chiesa, già officiata dal 1697, venne consacrata nel 1738, da monsignor Carcassona, vescovo di Usellus-Terralba; questa informazione viene riportata nella lapide a destra del portale d'ingresso. Circa il nome del progettista della chiesa, si confermano gli indizi che portano al lombardo Francesco Lagomaggiore, che in quegli stessi anni lavorò a Cagliari sia nella copertura della Cattedrale, sia nella costruzione della chiesa di Sant'Antonio Abate, in via Manno.

### L'ospedale militare
La facciata del complesso monumentale appartiene più alla ex Casa del noviziato, che non alla chiesa stessa, edificata in epoca posteriore; dalla facciata si ha accesso all'"ospedale militare ex convento di San Michele", che vi ha sede da metà Ottocento. Questa struttura ospitò la curia della Provincia sarda della Compagnia di Gesù, sino al momento della soppressione del 1773 (che contava all'epoca circa 300 membri), appartenenti all'Assistenza di Spagna. 

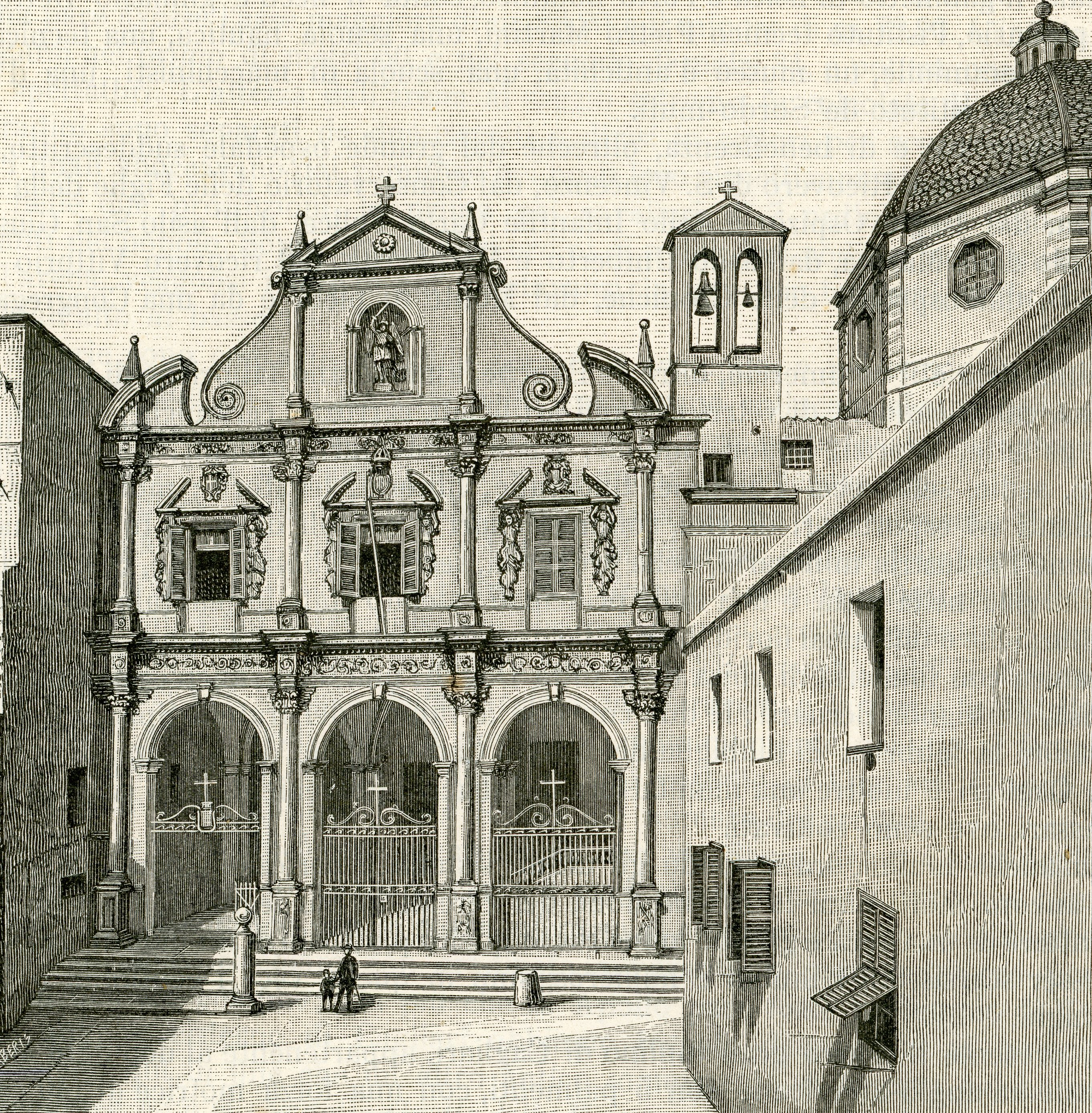
Xilografia di Giuseppe Barberis (1894)

Dopo la soppressione momentanea della Compagnia nel 1773, tutti gli ex gesuiti sardi furono concentrati in tre residenze, ad Alghero, nella ex Casa professa di Gesù-Maria di Sassari ove seguitarono a dirigere il Seminario Canopoleno e questa di San Michele. Ristabilita la Compagnia nel 1814, i gesuiti furono nuovamente espulsi dal Regno di Sardegna nel 1848, durante i moti popolari che precedettero la Iª guerra d'indipendenza, moti fomentati dall'opera del Gioberti Il gesuita moderno che scatenò l'antigesuitismo delle folle, in una prospettiva neoguelfista, rivelatasi poi completamente illusoria. La residenza di San Michele fu oggetto di un assalto di facinorosi che incendiò l'archivio; seguì l'espulsione dei gesuiti dal regno. Da questa data i locali del Noviziato, confiscati dallo Stato, ospiteranno l'Ospedale Militare. Al suo interno permangono ancora oggi alcune tracce del passato gesuitico, ad esempio il portale di ardesia, sovrastato dal monogramma IHS, che immette oggi in una sala a volte con mattoni a vista (in cui possiamo localizzarvi un refettorio; o secondo un'altra ipotesi si tratta della porta d'accesso alla primitiva cappella del noviziato, ubicata, forse, presso a sinistra dell'attuale ingresso dell'ospedale militare).

## Architettura e opere d'arte

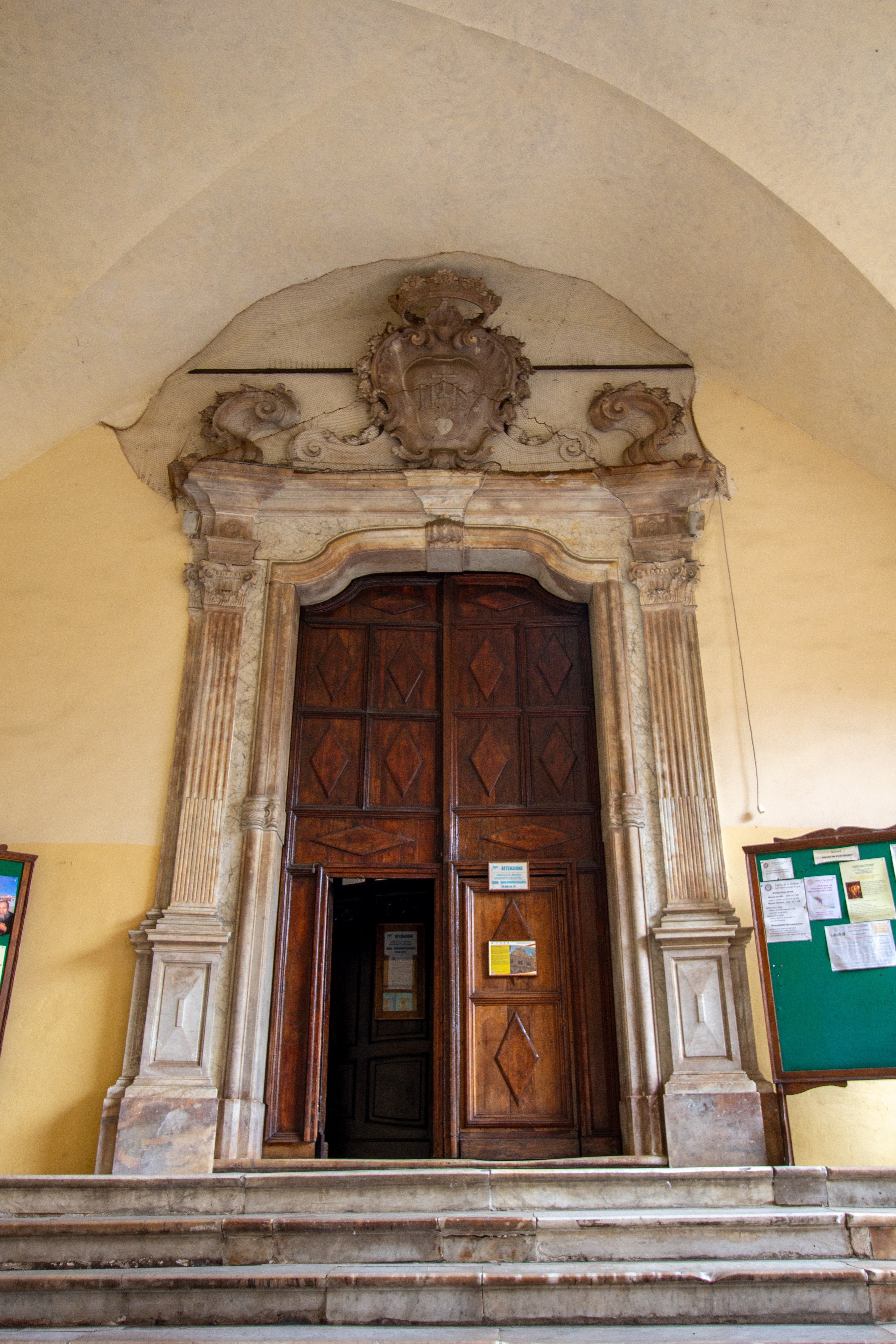
Portale principale

### Esterno
Gli elementi che caratterizzano maggiormente l'esterno della chiesa di San Michele sono la particolare facciata e la cupola ottagonale.
A proposito della facciata, ultimata nel 1705, è bene dire che appartiene più alla ex Casa del noviziato, oggi ospedale militare, che non alla chiesa stessa. Lo stile artistico della facciata rimanda infatti ancora a modelli tardo manieristici.
Presenta una struttura a retablo, in tufo argilloso, ed è composta da tre ordini che, nel loro insieme, ripropongono uno schema tipico degli altari lignei seicenteschi. Il primo ordine (inferiore) è composto da tre fornici che immettono in un portico voltato a crociera, attraverso il quale si accedeva al noviziato e alla chiesa. Questo è composto da tre archi a tutto sesto, che si aprono tra quattro colonne dai capitelli particolarmente lavorati, che reggono la trabeazione; al di sopra, nel livello intermedio della facciata, tripartita come sotto, si aprono tre finestre rettangolari, incorniciate da cariatidi e sovrastate da timpani spezzati, all'interno dei quali si trovano tre stemmi.
Nella parte superiore si trova un'edicola classicheggiante dove, entro una nicchia, è posta la statua del patrono: l'arcangelo san Michele, di scuola e provenienza genovese.

### Gli stemmi della facciata
In asse son posti tre stemmi: nel centrale si ha il trigramma della Compagnia (IHS, che va sciolta secondo la tradizione latina come: IESUS HOMINIS SALVATOR). Una particolarità di tutta la struttura è la ripetizione costante di questo monogramma per un totale di 78 ricorrenze.
Lo stemma sulla destra è, come già anticipato, quello di monsignor Giovanni Sanna, vescovo di Ampurias e Civita (a cui si devono i lavori di ampliamento del noviziato): ritrae un cinghiale sottostante una quercia, sovrastata dal cappello vescovile (lo stemma è identico a quello che sovrasta la chiesa di Santa Caterina a Sassari, da lui ugualmente beneficiata); monsignor Sanna fu esimio benefattore della Compagnia (a lui si deve sia l'ampliamento del noviziato di San Michele, sia la costruzione della casa professa di "Gesù e Maria" a Sassari).
Lo stemma a sinistra appartiene al benefattore Francesco Angelo Dessi (su quattro quarti rappresentanti: un'oca, una corona d'alloro, sei cuori, uccello con cartiglio nel becco). Lo stemma è ripetuto sulla porta d'ingresso alla sacrestia, sia sopra gli arconi della cupola.

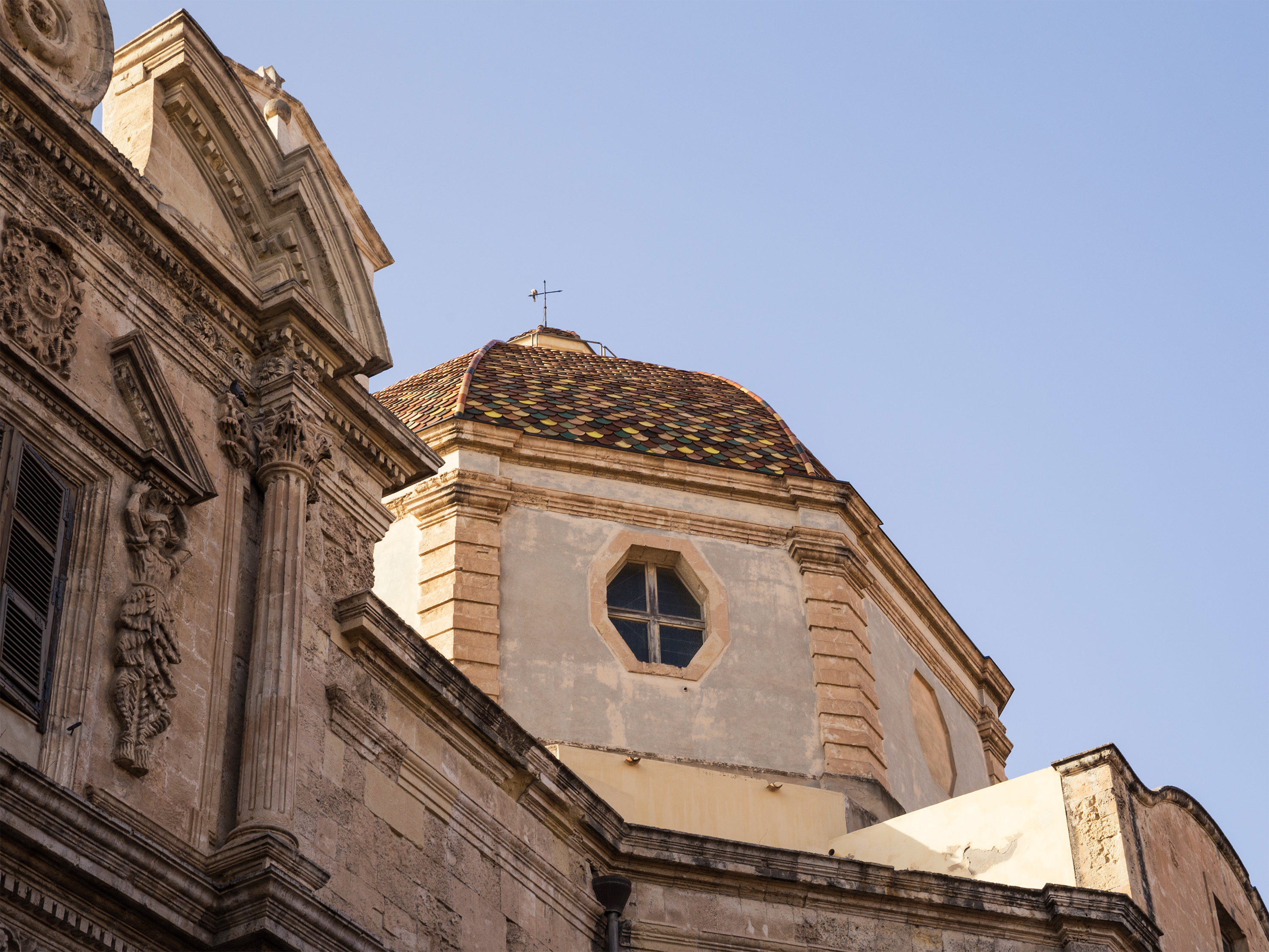
Cupola, particolare

### La cupola
La cupola a padiglione poggia su un tamburo ottagonale (richiamo alla teologia dell'ottavo giorno: la risurrezione di Cristo) sul quale si aprono, alternate a ottagoni ciechi, quattro finestre. Coperta con tegole a squame, presenta paraste agli spigoli esterni ed è sormontata da un lucernario. Alla base della cupola, si trovano due campanili a vela, entrambi a due luci; di cui uno, il maggiore, quello collocato a destra della facciata, è stato recentemente restaurato.

### L'atrio

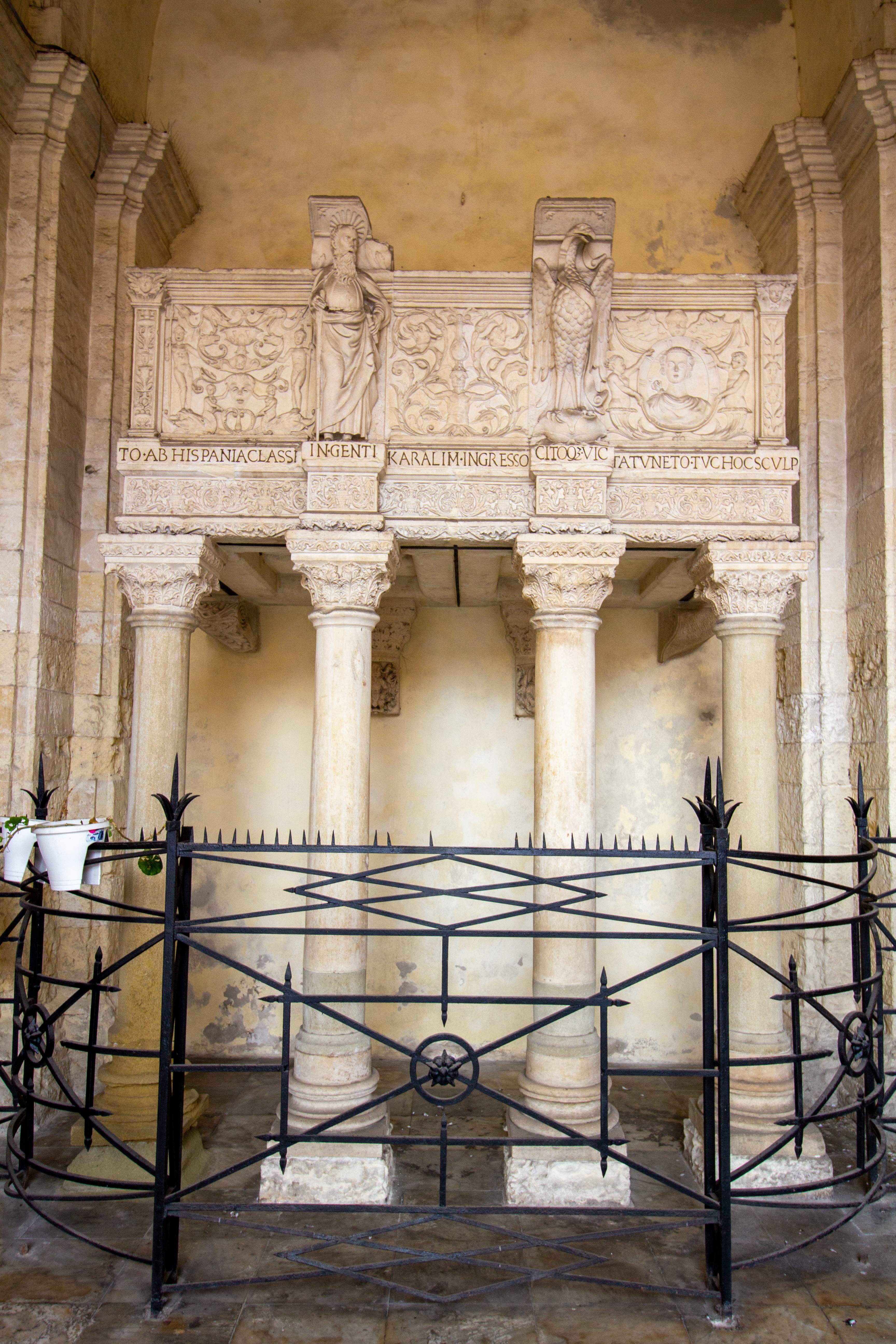
Il Pulpito di Carlo V nell'atrio della chiesa

Dalla scalinata d'ingresso sulla facciata si accede a un ampio atrio, che serve sia l'ospedale, il cui ingresso si trova a sinistra, sia la chiesa. Il portale si trova a destra, in cima a una scalinata marmorea, ruotato di 90 gradi rispetto alla facciata principale. Appoggiato alla parete del sagrato si trova il cosiddetto pulpito di Carlo V. Si tratta, in realtà, di un pergamo proveniente dalla chiesa dei Frati minori conventuali di San Francesco al Corso (demolita nel 1871), e trasferito qua nel 1902. Il suo nome deriva dal fatto che l'imperatore Carlo V, nel 1535 sbarcato a Cagliari, da Barcellona, e diretto a Tunisi con una flotta di oltre 100 navi, allestita contro il pirata barbaresco Khayr al-Din Barbarossa, avrebbe ascoltato messa da questo pergamo, come riportato dall'iscrizione in latino che lo circoscrive.
L'iscrizione latina va sciolta in questo modo:
A(nno) MDXXXV XI lunii Carolo V Philipi Guarissimo) A(ugusto) Cruce Muni/to ab Hispania Classi Ingenti Karalim Ingresso Citoq(ue) Vieta Tuteto Tu(n) c Hoc Sculp/tum A Bartho(lomaei) Vi(nd) oti Fr(at) ris Minori theologi(a) eq(ue) Probi Doctoris Cura et [...]

## L'aula della chiesa

### La pianta
San Michele presenta sì una pianta centralizzata (a pianta centrale e aula unica) ma con un diverso sviluppo dello spazio. Infatti, attorno all'aula centrale si aprono a corona tre cappelle comunicanti tra loro, dietro alle quali si apre la cappella presbiteriale, ovviamente sopraelevata di alcuni gradini. Questa soluzione, tipicamente barocca, ha permesso di unire croce latina e croce greca. Come in altre chiede gesuitiche sarde (Santa Croce a Cagliari, Sant'Ignazio a Oliena, Purissima a Iglesias) anche San Michele non presenta transetto, sostituito dalle due grandi cappelle intermedie. 
Praticamente la pianta centrale poggia su un ottagono ampliato a croce nei lati opposti, che comporta due cappelle maggiori centrali munite di altare (dedicate a sant'Ignazio di Loyola e a san Francesco Saverio), che si aprono direttamente sulla volta centrale della chiesa, e sei cappelline radiali tutte intercomunicanti, tre per lato, voltate a botte (a sinistra troviamo: san Luigi Gonzaga, san Francesco Borgia e ultima la cappella di Maria Bambina, dalla quale si accede nell'antisacrestia; a destra troviamo invece: Sacro Cuore, san Jean-François Régis, e la Vergine col Bambino, adornata dei simboli delle litanie lauretane). Questa soluzione planimetrica permette di raggiungere lo scopo di unire la pianta centrale a quella longitudinale senza fonderle. La planimetria della chiesa evidenzia anche una chiara impostazione dottrinale: nell'apertura di tre cappelle per lato vi è un'allusione al mistero trinitario. L'aula costituisce un tutt'uno, secondo i dettami gesuitici, secondo cui niente al suo interno doveva distrarre l'attenzione del fedele dal “sacro mistero” che si svolgeva sul presbiterio.

### L'interno

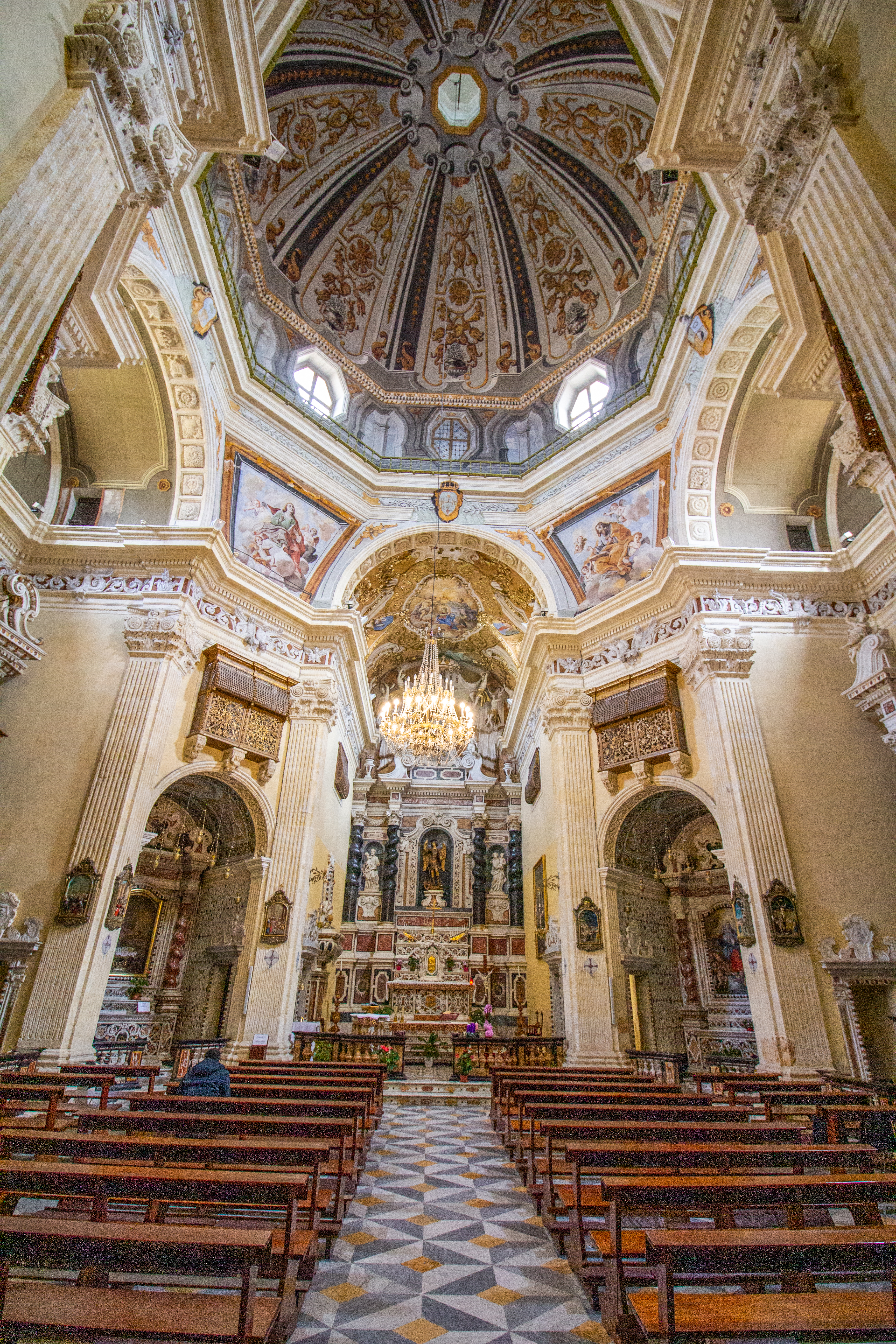
Vista dell'interno

L'interno della chiesa, a pianta ad ottagono irregolare, colpisce per la ricchezza delle decorazioni, costituite da elementi lapidei scolpiti, stucchi, affreschi, oltre ai marmi policromi che costituiscono la maggior parte degli arredi. Nell'intero complesso (chiesa e sacrestia) vi sono presenti oltre venti dipinti attinenti alla spiritualità (il Sacro Cuore, ad opera del romano Pio Bottoni) ed i santi della Compagnia di Gesù, rappresentanti il fondatore, sant'Ignazio di Loyola, san Francesco Saverio, san Luigi Gonzaga, san Francesco Borgia, santo Stanislao Kostka, san Francesco de Geronimo, san Jean-François Régis, ed i martiri giapponesi di Nagasaki (san Paolo Miki e compagni). Queste tele sono opera di diversi autori. Il principale pittore a cui i gesuiti commissionarono le tele più importanti della chiesa, fu Giacomo Altomonte (o Hohenberg), la famiglia di origine austriaca si trasferì a Napoli (tuttavia, egli curiosamente si firmava “romanus”); maestro del rococò in Sardegna. Egli era il fratello di Martino Altomonte (allievo del Baciccia), che fu pittore di corte dapprima presso la corte polacca e in seguito a Vienna. Invece, Domenico Colombino è solo un suo aiutante, napoletano, artisticamente inferiore al maestro.
Sulla sinistra dell'aula troviamo il prezioso pulpito, decorato in marmo.

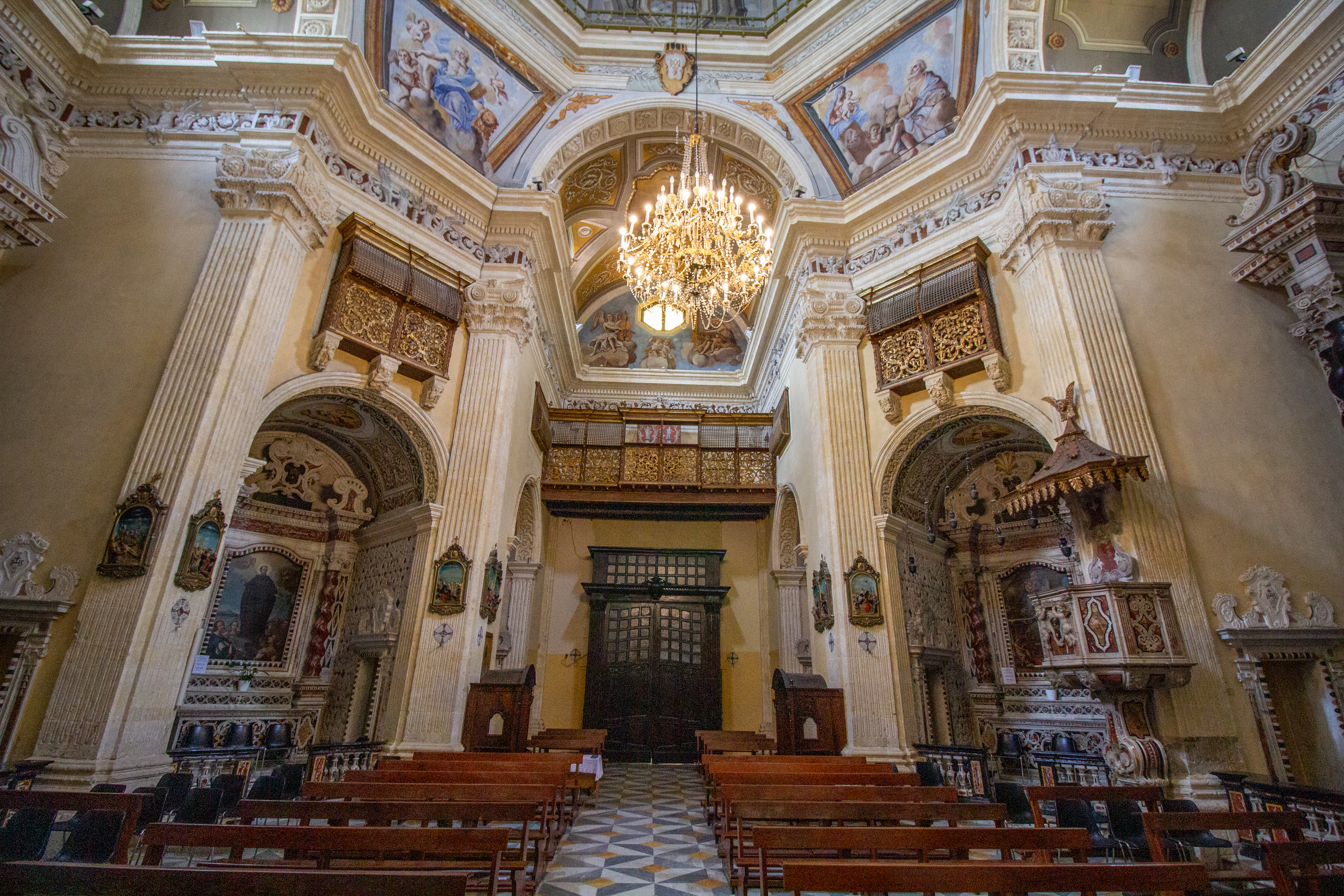
Vista verso la controfacciata

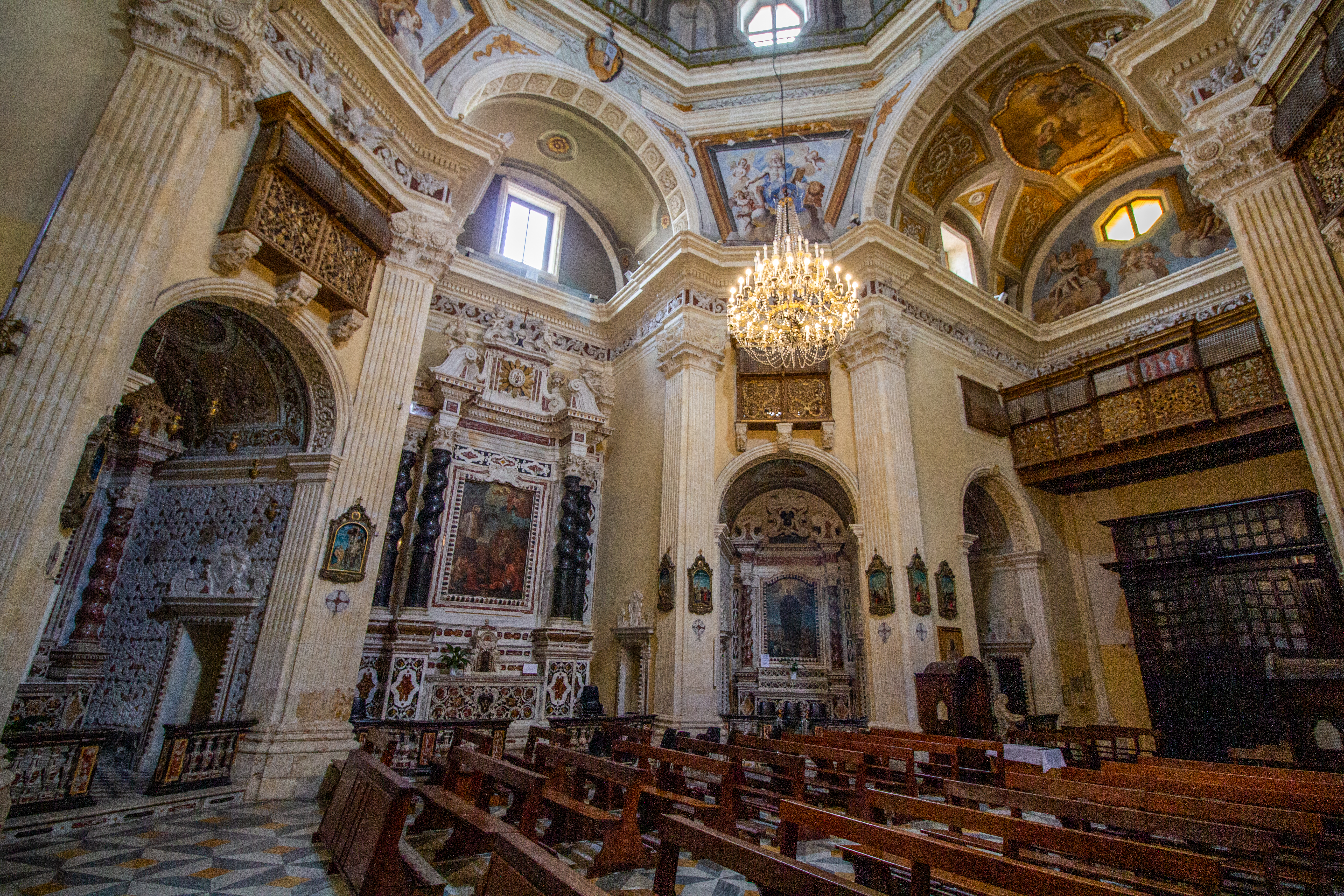
Scorcio

Ai lati si aprono le cappelle, otto in tutto, tra loro comunicanti in modo da formare un deambulatorio che percorre il perimetro del tempio, scandito anche da alte paraste, reggenti la trabeazione, al di sopra del quale si eleva la cupola. La cupola internamente è divisa in spicchi decorati con elementi vegetali e s'innesta sui pennacchi (raccordi a vela) entro cui sono raffigurati (ad opera del romano Domenico Tonelli) gli Evangelisti (raffigurati secondo la consueta tipologia tratta da Ap 4, 7).
Nel corso del tempo le cappelle hanno subito diverse attribuzioni; attualmente vi si trovano a destra quelle dedicate al Sacro Cuore (la cui tela è opera del pittore romano Pio Bottoni), a Jean-François Régis, a Francesco Saverio, e alla Vergine con bambino. Invece a sinistra troviamo: Luigi Gonzaga, Francesco Borgia, Ignazio di Loyola, e Maria bambina.
All'altezza della volta, sopra i quattro arconi si trovano il monogramma IHS di Gesù (rivolto verso il presbiterio), il monogramma di Maria (sull'ingresso; in totale questi compare 8 volte), gli stemmi di monsignor Sanna (a sinistra) e del Dessi (a destra).
La maggiore profondità e altezza delle cappelle mediane, così come la profondità del presbiterio, aggiungono movimento alla pianta, disegnandovi quasi una croce greca. Sono opera di Pietro Pozzo (un genovese stabilitosi a Stampace) tutte le cappelle della chiesa, sia le due maggiori che le sei minori (oltre al pavimento dell'altare). Circa i dipinti delle cappelle (coevi alla loro realizzazione) a parte la tela di sant'Ignazio, dello Scaleta, le altre dovrebbero essere opera di Domenico Colombino.
L'arredo marmoreo della chiesa fu terminato dal figlio del Pozzo, Giuseppe Ignazio, che con un altro marmoraro, il comasco Andrea Spazzi, completò nel 1752 le incorniciature marmoree degli accessi alle cappelle, al presbiterio, alla sacrestia, del portone d'ingresso e il pavimento della chiesa. Un altro elemento molto presente a San Michele sono le colonne tortili, in numero di ventiquattro.
Sopra la bussola d'ingresso, troviamo la cantoria, allestita nel 1804, delimitata da tribuna lignea e decorata con angeli che suonano strumenti musicali, vi si trova un organo a canne, la cui paternità è controversa. In un primo tempo, a motivo di una nota d'archivio fu attribuito al napoletano Cimini. Tuttavia, lo strumento presenta grosse analogie con gli organi della famiglia napoletana dei Mancini, operanti nella penisola per tutto il settecento.

### Il presbiterio

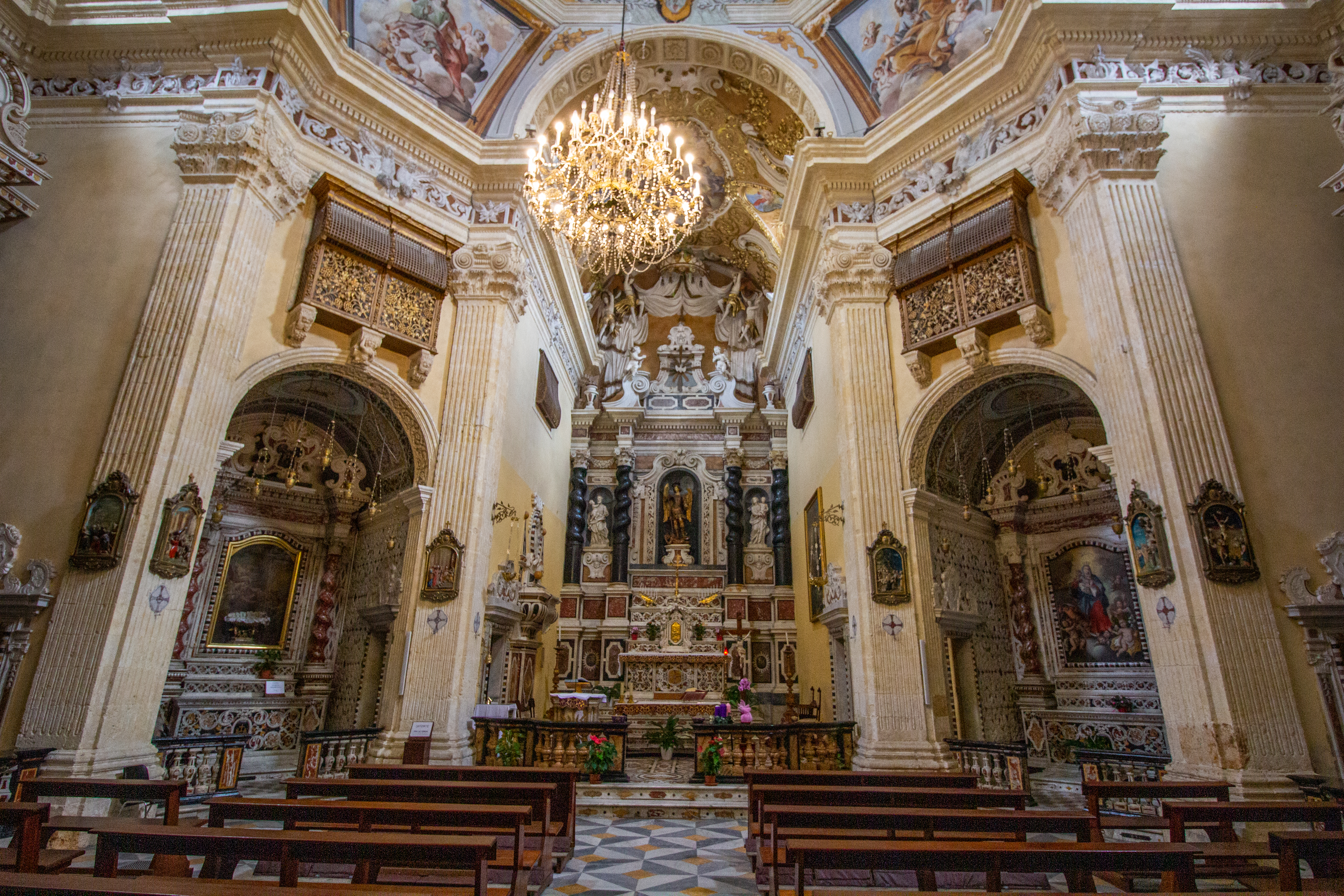
Il presbiterio, con l'altare maggiore

Nel presbiterio, a pianta rettangolare, chiuso da una balaustra marmorea, si trova, alla parete sinistra il mausoleo del benefattore Francesco Angelo Dessì, ad opera del Giuseppe Maria Massetti, che lo realizzò nel 1712. Dirimpetto al monumento troviamo una grande tela su olio raffigurante San Francesco De Geronimo (1642-1716), missionario gesuita pugliese, che operò prevalentemente a Napoli, l'opera è stata verosimilmente realizzata in concomitanza alla sua canonizzazione (1839).
L'altare maggiore, sopraelevato rispetto all'aula, è visibile da ogni punto, fu realizzato a Genova anch'esso da Giuseppe Maria Massetti e poi montato in loco nel 1707 dal suo discepolo Pietro Pozzo. È composto da vari elementi: in basso è l'altare vero e proprio corredato di un paliotto marmoreo, mentre superiormente quattro colonne tortili, che si avvitano nello spazio inducendo lo sguardo a sollevarsi verso il cielo, sostengono un timpano spezzato. Al centro troviamo la statua lignea di San Michele (misure: 190x88 cm) in legno policromo dorato restaurata nel 2021, eseguita per la Basilica di Santa Croce del Collegio Gesuita dal napoletano Aniello Stellato e completata nel 1620 dal conterraneo Giuseppe De Rosa per l'esecuzione della raffinata indoratura e coloritura. La posa, la scelta di lasciare con un colore naturale gli incarnati, la capigliatura riccioluta, l'espressività misurata sono caratteristiche del napoletano, come il pezzo di bravura rappresentato dall'esecuzione del satana ai piedi del santo. Ai lati dell'arcangelo sono due statue marmoree con San Giuseppe e con Sant'Anna.
Il pavimento del presbiterio fu realizzato nel 1725 dal discepolo del Massetti, Pietro Pozzo, caratterizzato dalla riproduzione della stella con la rosa dei venti, con punte bicolori bianche e nere.

## L'antisacrestia
Vi si accede dalla cappella di Maria Bambina. Appena entrati a sinistra, vi troviamo il lavabo di gusto manieristico, con i due angeli reggi-acquasantiera, il tutto sormontato dallo stemma della Compagnia. Questa sala rettangolare è impreziosita dalla presenza di 10 grandi tele di fine seicento del cagliaritano Giuseppe Deris († 1695) concernenti i misteri dolorosi e gloriosi del rosario. Il ciclo completo di 15 tele era stato commissionato nel 1679 per la cappella interna del noviziato. Le tele mancanti (i misteri gaudiosi) si trovano oggi presso la chiesa di Santa Maria del Monte in Castello. Nella tela della deposizione fu rinvenuta la firma dell'autore e anno di conclusione del ciclo pittorico: «Originales de Jusephe Deris anno 1681».
Nel fondo di questa sala troviamo le sei statue (alcune parziali, cioè con struttura “a manichino”) raffiguranti i “Misteri della passione di Gesù Cristo”. La cui paternità al più importante scultore sardo del settecento, il senorbese Giuseppe Antonio Lonis (1720 - 1805), formatosi a Napoli. Le statue (ancora oggi usate in processione durante la “Processione dei Misteri” del martedì santo) raffigurano le scene dell'Ecce Homo, il Cristo che porta la croce (1799), l'Addolorata (1798), la preghiera nel Getsemani, il Cristo deriso, ed il Cristo alla colonna. Il simulacro del settimo mistero è dato dal bellissimo crocifisso collocato nell'ingresso laterale della chiesa. Questi simulacri del Lonis giunsero in questa chiesa solo nel 1795, allorché la "Congregazione mariana degli Artisti, sotto l'invocazione della Natività della B.V. Maria" si trasferì in questa chiesa, in seguito alle peregrinazioni a cui fu soggetta dopo la soppressione della Compagnia di Gesù.

## La sacrestia

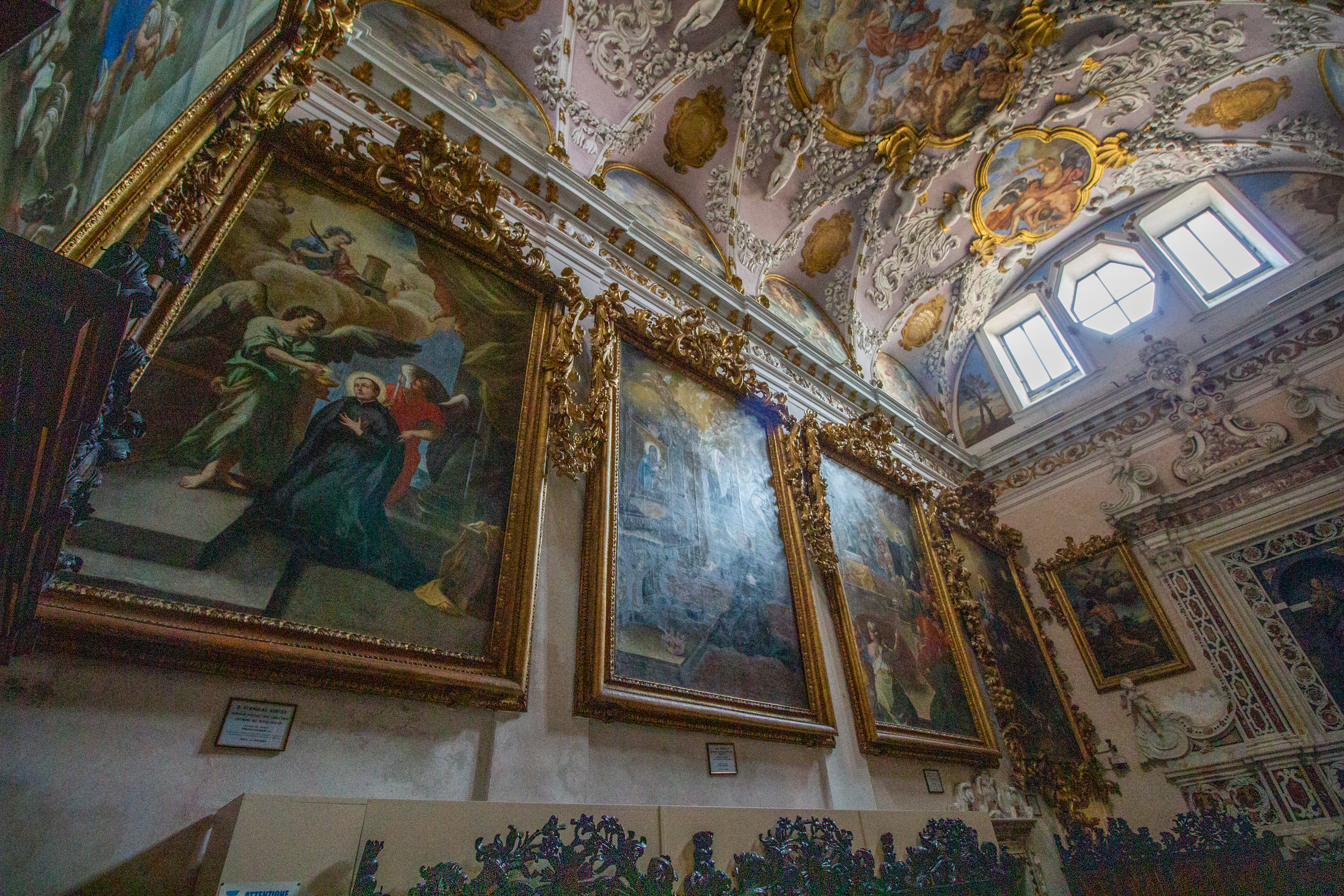
Scorcio della sagrestia

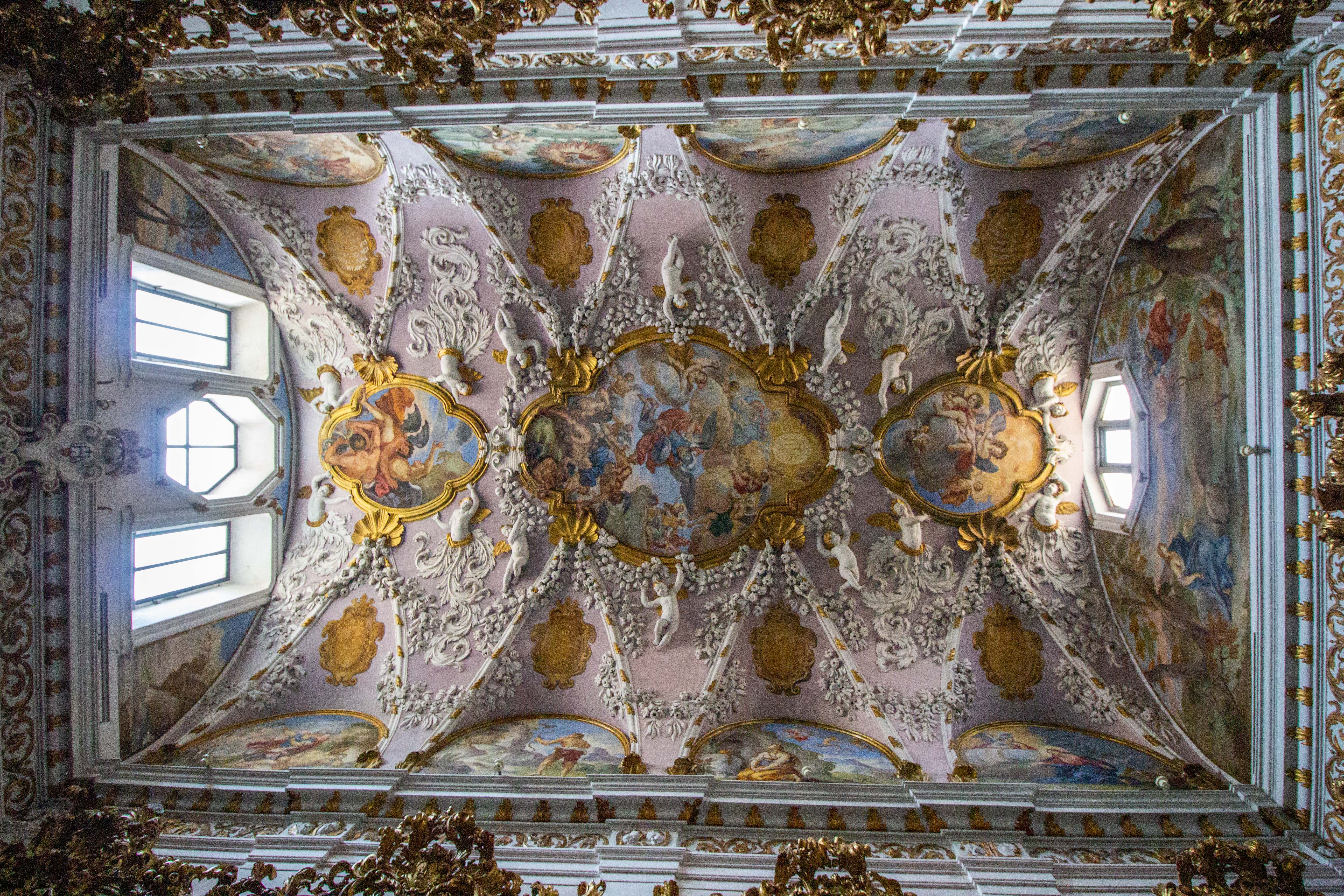
Il soffitto

È un ambiente studiato in ogni sua parte, aggiornato al gusto rococò comparso nei primi anni del Settecento. Poiché essa fu costruita grazie alla donazione del Dessi il suo stemma sovrasta la porta d'accesso. La sacrestia opera del lombardo Giovan Battista Corbellini, è sovrastata da una volta a botte lunettata, in cui, tra festoni e dorature, capolavoro del rococò in Sardegna, vi è rappresentato l'affresco del “Trionfo del nome di Gesù” dell'Altomonte.
È evidente quanto questa scena sia in debito con l'affresco del Baciccia che orna la volta della chiesa del Gesù di Roma.
All'ingresso della sacrestia troviamo una preziosa porta intarsiata, ad opera del Segura, che presenta due iconografie della "fonte mistica", di Cristo e di Maria.
Le pareti della sacrestia terminano superiormente con tele lunettate (tutte dipinte dall'Altomonte) raffiguranti scene bibliche e miracoli in cui l'arcangelo Michele è protagonista, esplicitate da scritte entro targhe dorate.
Nelle due pareti maggiori della sacrestia sono rappresentate entro cornici in legno di tiglio (commissionate nel 1713 a Cagliari a un artista napoletano, Alessio Truisi o Troisi), otto dipinti raffiguranti storie e miracoli di santi gesuiti, ad opera sempre di Giacomo Altomonte e Domenico Colombino. Sulla sinistra troviamo santo Stanislao Kostka (NB: patrono dei novizi gesuiti) ritratto mentre a Vienna riceve la comunione direttamente da un angelo, alla presenza di santa Barbara; poi san Luigi Gonzaga venerante la Salus populi romani, segue una tela ritraente san Francesco Borgia (terzo preposito generale della Compagnia di Gesù), e infine quella di Ignazio di Loyola. Sulla destra troviamo dapprima i tre martiri giapponesi, Giacomo Kisai, Giovanni Soan e Paolo Miki, martirizzati a Nagasaki nel 1597 unitamente ad un gruppo di francescani, dall'imperatore Hideyoshi; speculare al santo di Loyola troviamo San Francesco Saverio, ritratto nell'episodio leggendario del granchio che gli riporta il crocifisso cadutogli durante una tempesta nel mar delle Molucche.
Nella parete frontale, sopra l'ingresso, troviamo la Strage degli Innocenti (la più grande tela sacra di Cagliari). La tela risulta 

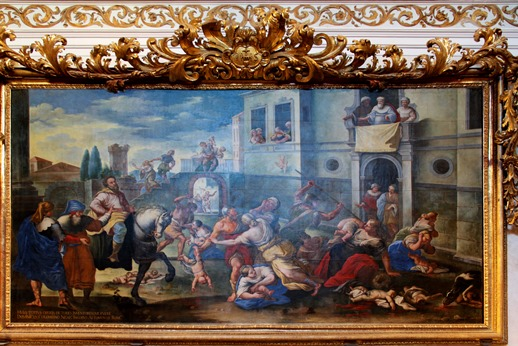
Tela in olio di Giacomo Altomonte e Domenico Colombino

firmata dai due autori. Si noti la rivendicazione di originalità lasciata dai due pittori che vi si definiscono “inventores”; ovvero: ciò che è dipinto, non è tratto da altre rappresentazioni ma sono frutto della loro personale inventiva.
L'arredo ligneo della sacrestia, in legno di noce intarsiato, venne completato dal catalano Magin Segura tra il 1717 ed il 1720. La paratora, mobile a due ordini che occupa tutta la parete di fondo, negli sportelli superiori reca incisi a bulino episodi della vita di sant'Ignazio (a sinistra), mentre a destra appaiono episodi tratti dalla vita di san Francesco Saverio. Mentre al centro del mobile troviamo altre due scene incise a bulino, raffiguranti l'Ascensione (a sinistra) e l'Assunzione (sulla destra).
Il programma iconografico della sacrestia, dedicato alla storia della salvezza, alla glorificazione del nome di Gesù e dell'Ordine gesuitico, si completa con le tele raffiguranti Adamo ed Eva (dell'Altomonte); i progenitori, che affiancano la statua lignea (di origine ligure) dell'Immacolata Concezione.